# Antoni Popiel
Antoni Sulima Popiel (* 13. Juni 1865 in Szczakowa (jetzt Stadtteil von Jaworzno); † 7. Juli 1910 in Lubień bei Lemberg, dem heute ukrainischen Lwiw) war ein polnischer Bildhauer.
Er studierte 1882 bis 1884 an der Schule der schönen Künste in Krakau, danach 1885 bis 1888 an der Akademie der bildenden Künste Wien.
Nach einem kurzen Aufenthalt in Krakau siedelte er 1888 nach Lemberg um, wo er an der Polytechnischen Hochschule als Assistent von Leonard Marconi am Lehrstuhl für Zeichnung und Modellierung angestellt wurde.
1895 bis 1897 war er in Florenz tätig, wo er die Skulptur „Iustitia“ für das Lemberger Gerichtsgebäude und das Józef-Korzeniowski-Denkmal in Brody erstellte.
1898 erhielt er den 1. Preis im Wettbewerb für das Adam-Mickiewicz-Denkmal in Lwiw, das am 30. Oktober 1904 enthüllt wurde.
Nach dem Tode von Leonard Marconi (1835–1899) übernahm er das für Krakau bestimmte Reiterstandbild von Tadeusz Kościuszko und brachte es 1900 zur Vollendung. Das Denkmal wurde erst 1924 auf dem Wawel-Hügel aufgestellt, 1940 von den Nazis abgetragen und eingeschmolzen, 1960 wiederhergestellt.
1900 schuf er Skulpturen für die Lemberger Oper.
Das Kornel-Ujejski-Denkmal wurde am 8. Dezember 1901 in Lemberg enthüllt. Es wurde von den Sowjetbehörden 1944 abgebaut und 1950 den polnischen Behörden übergeben. 1956 kam das Denkmal nach Stettin und wurde erst am 9. Dezember 2006 offiziell enthüllt.
1907 erhielt er den 2. Preis im Wettbewerb für das Tadeusz-Kościuszko-Denkmal in Washington, D.C.
Auf Wunsch des Präsidenten Theodore Roosevelt wurde das Werk trotzdem zur Ausführung bestimmt.
Im November 2010 wurde eine exakte Kopie des Washingtoner Denkmals in Warschau vor dem Lubomirski-Palast errichtet. Das Warschauer Denkmal wurde von der amerikanischen CitiGroup und der Warschauer Stadtverwaltung finanziert.

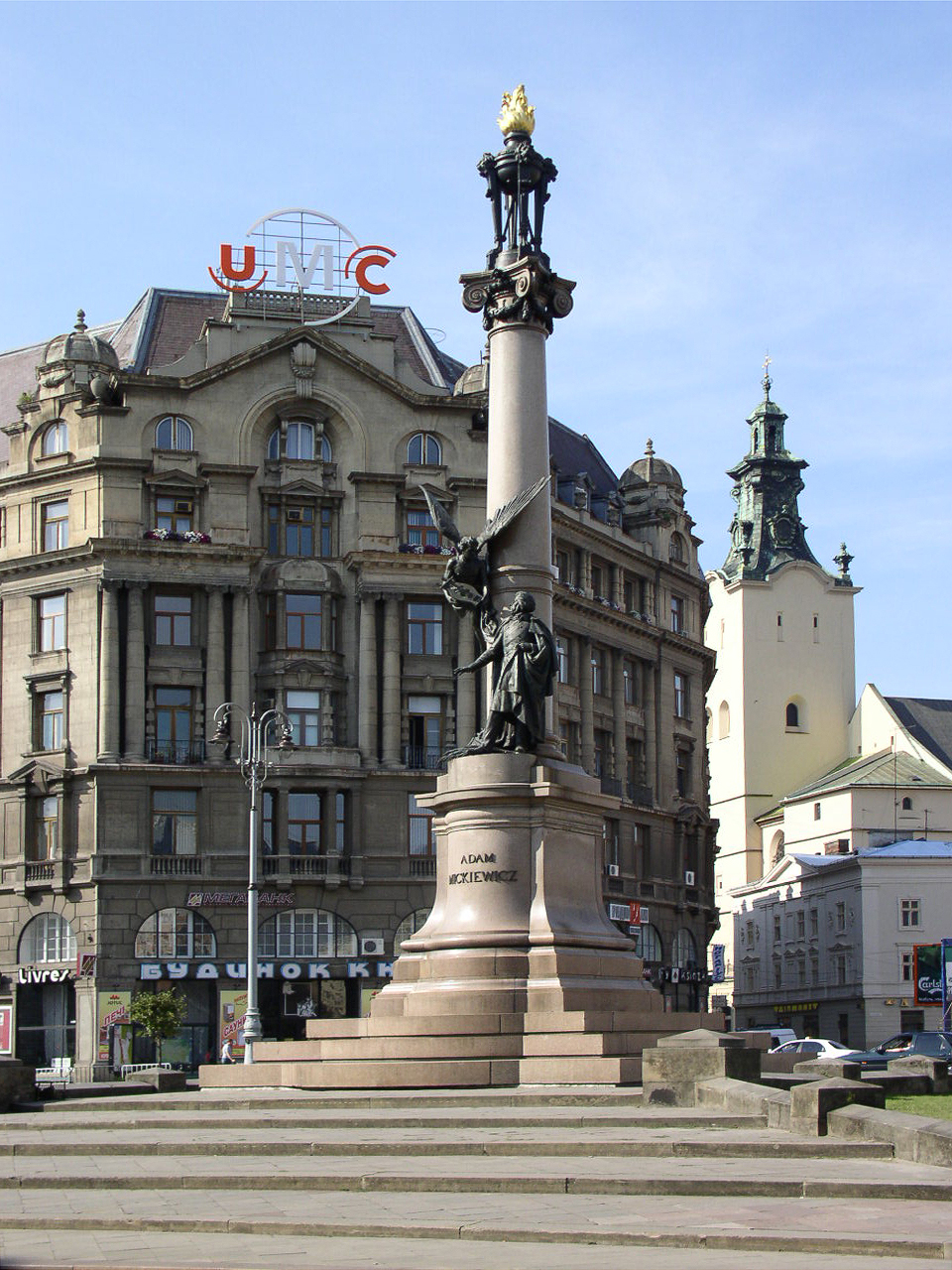
Adam-Mickiewicz-Denkmal in Lwiw
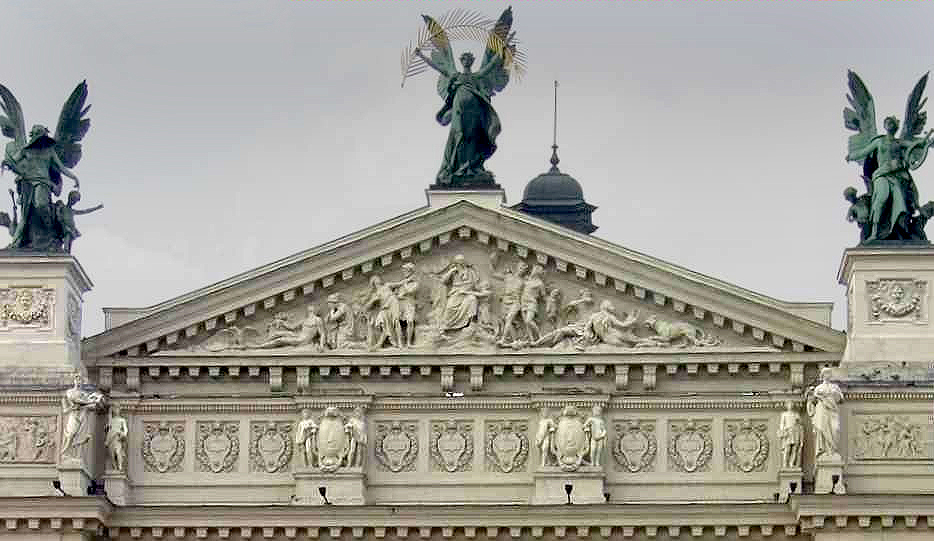
Tympanon der Nationaloper Lwiw
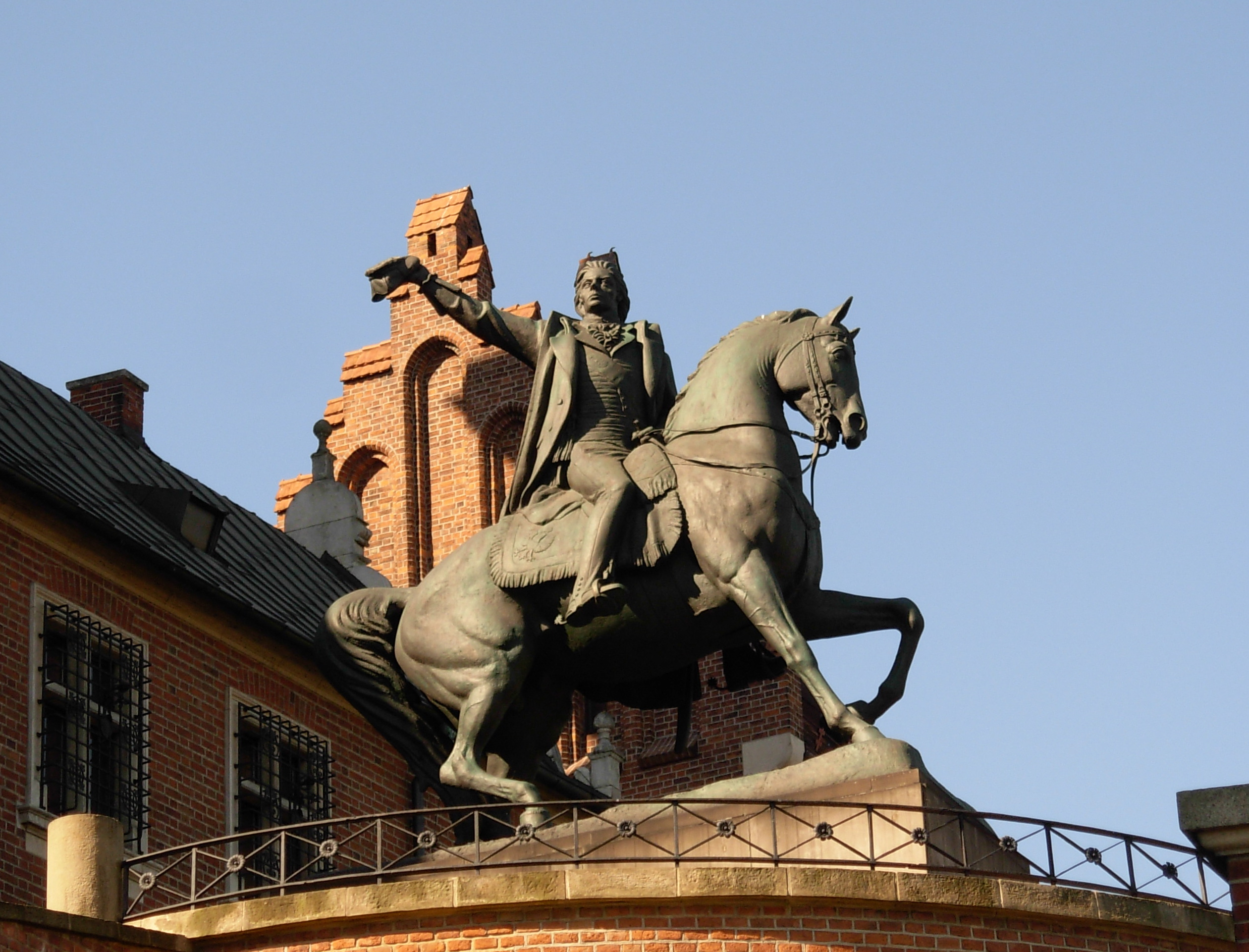
Tadeusz-Kościuszko-Denkmal in Krakau
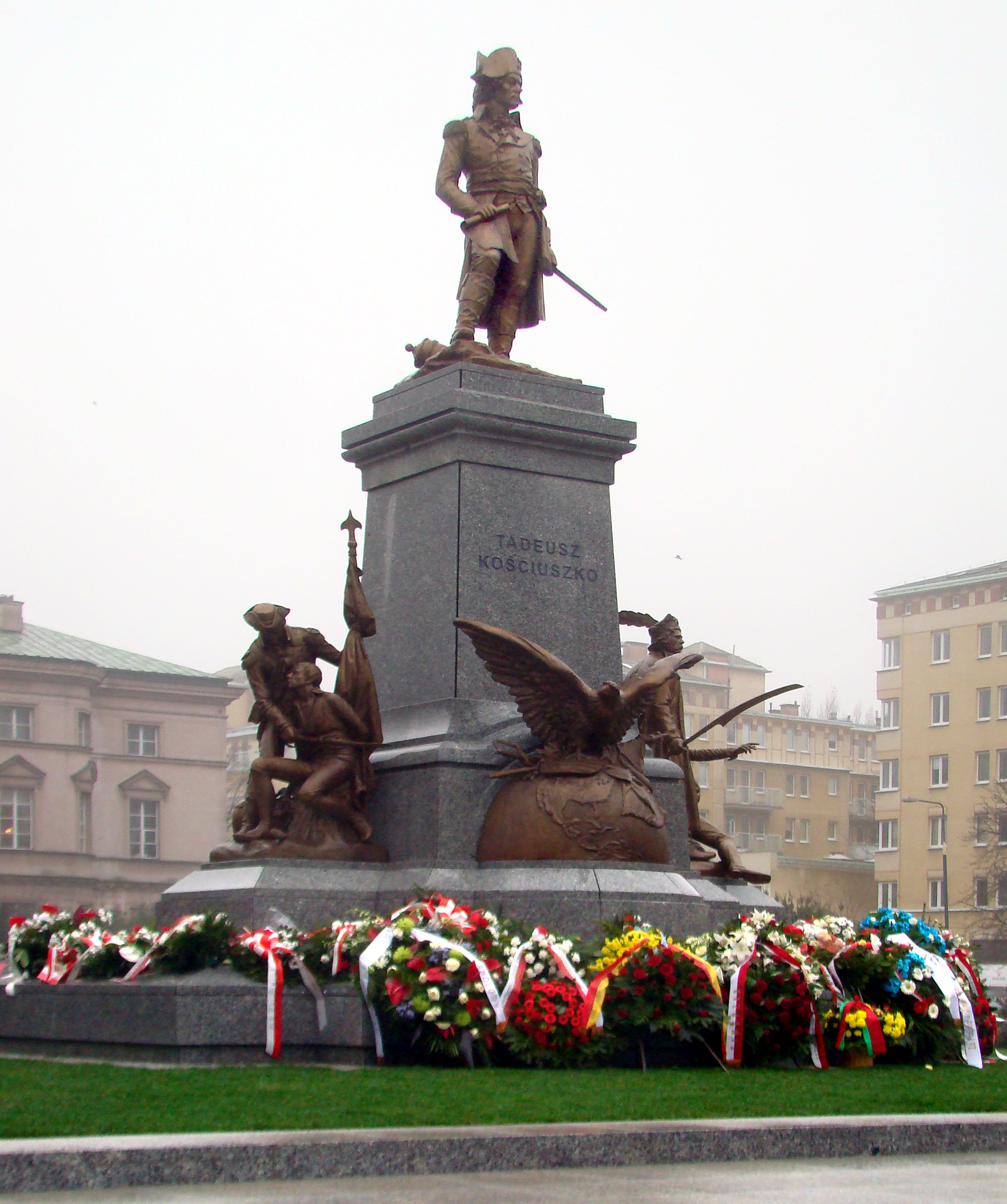
Tadeusz-Kościuszko-Denkmal in Warschau